# Paradisio (album)
Paradisio è il primo album in studio del gruppo musicale belga eurodance Paradisio, pubblicato nel 1997.

## Tracce
1. Bailando – 3:50
2. Planeta de Amor – 5:50
3. Dime como – 4:10
4. Bandolero – 3:56
5. Sentimental – 4:44
6. Never Again – 3:55
7. Get Up Baby – 4:13
8. Vamos a la discoteca – 3:55
9. Paseo – 3:26
10. No No No Llores No – 4:01
11. Bailando (2 Fabiola Ibiza Remix) – 5:02
12. Vamos a la Discoteca (Holiday Party Remix) – 6:03
13. Bandolero (U.S. Power Club Remix) – 7:45
14. Bailando (Discoteca Remix) – 6:52

## Classifiche
| Classifica (1997) | Posizione massima |
| ----------------- | ----------------- |
| Finlandia         | 18                |
| Svezia            | 54                |